# Ханино (Рязанская область)
Ханино — деревня в Клепиковском районе Рязанской области. Входит в состав Ненашкинского сельского поселения.

## География
Находится в северной части Рязанской области на расстоянии приблизительно 11 км на север-северо-запад по прямой от районного центра города Спас-Клепики.

## История
В 1859 году здесь (тогда деревня Ханинская Егорьевского уезда Рязанской губернии) было учтено 18 дворов, в 1897 — 38.

## Население
Численность населения: 157 человек (1859 год), 234 (1897), 21 в 2002 году (русские 100 %), 19 в 2010.